# Heitor Stockler de França
Heitor Stockler de França (Palmeira, 5 de novembro de 1888 — Curitiba, 11 de janeiro de 1975) foi um poeta, jornalista e empresário brasileiro. É um dos pioneiros da indústria paranaense e um dos fundadores da Federação das Indústrias do Estado do Paraná. Também é o fundador da "Cadeira 36" da Academia Paranaense de Letras.

## Biografia
Nasceu em Palmeira, na região dos Campos Gerais, onde passou a infância. Era filho de João de Araújo França e de dona Leandrina Stockler de França. Sua poesia, em diversas obras, faz referências à cidade natal, aos rios e à natureza, ecos dos primeiros anos de sua vida, vividos no campo. Seus dotes literários aparecem ainda na adolescência, aos 15 anos de idade, quando seus versos já mereciam aplausos e elogios.
Transferindo-se para Curitiba, uniu seu amor às letras com a atividade profissional, tornando-se empresário do ramo, como proprietário de uma livraria. Mais tarde, em 1936, completou os estudos ginasiais, já com 48 anos de idade. Em seguida, frequentou a Faculdade de Direito da Universidade do Paraná, tendo graduado-se em Ciências Jurídicas e Sociais em dezembro de 1941, aos 53 anos. Sua atuação na estruturação jurídica do empresariado paranaense o levou a aglutinar diversas lideranças do Sindicato das Indústrias Gráficas, participando da fundação, em 1944, da Federação das Indústrias do Estado do Paraná, entidade que presidiu entre 1946 e 1958.
Em 1942, foi um dos presidentes do Clube Atlético Paranaense, num triunvirato devido à renúncia do presidente Claro Américo Guimarães.
Foi um jornalista atuante, escrevendo para diversos jornais e revistas, com destaque para suas crônicas sobre assuntos do dia-a-dia, que foram publicadas durante muitos anos na coluna Motivos da Cidade, no Diário da Tarde, de Curitiba. São de sua autoria, ainda, as letras de diversos hinos, musicados pelo maestro Bento Mossurunga. Foi membro ativo do Centro de Letras do Paraná, tendo sido seu presidente de 1958 a 1960
No Natal de 1974, distribuiu aos amigos um presente original, um livro com sua produção poética de 1948 a 1973, com o título Poemas de Natal. Faleceu poucos dias depois, aos 86 anos, no dia 11 de janeiro de 1975, em Curitiba.
A casa em que morou, construída pelo sogro João Lourenço Taborda Ribas no ano de 1893, em estilo chalé suíço-francês e localizada no centro de Curitiba, foi transformada, em 2013, no "Centro Cultural Heitor Stockler de França", sendo administrada de Sesi-PR.
Foi casado com Brasília Taborda Ribas de França.

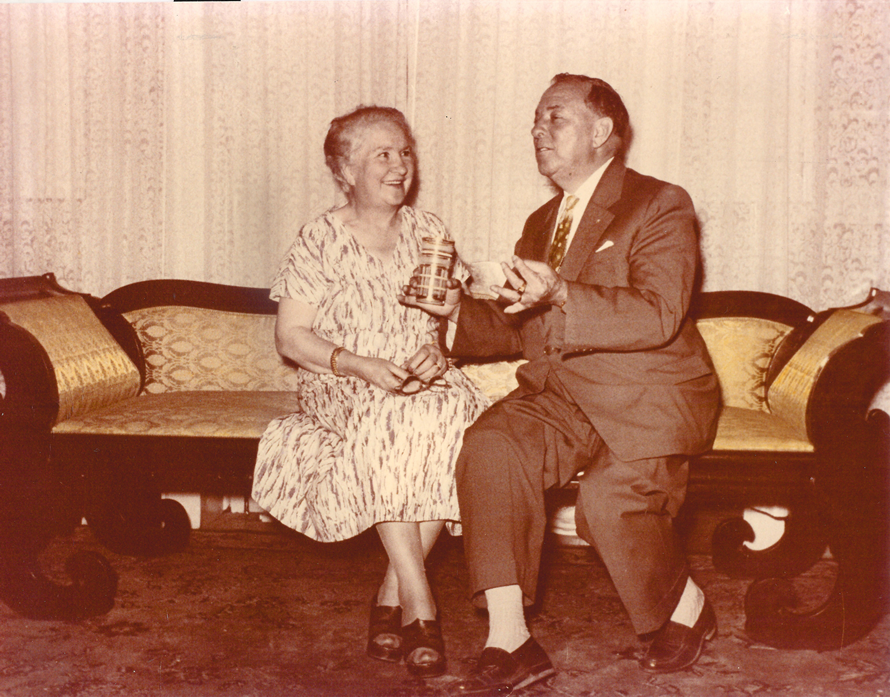
Heitor Stockler e sua esposa, Brasilia

## Poesia
Sua obra poética é vasta, marcada pelo lirismo sensível e capaz de concentrar profunda emotividade nos textos. No poema Finis, sobre o fim de um amor, podemos observar estas características de sua poesia:
FINIS

Talvez não seja o meu amor extinto.

Quem sabe? Penso e fico menos triste.

E algum prazer só de pensar eu sinto...

Só de pensar que o meu amor existe.

- E existe, disse ao coração, - existe!
Mas, me enganei, fora ilusão fugace,

Quanta perfídia ela guardava em si.

E se calou, ao menos se falasse...

Se me falasse eu via que menti.

- Menti, diria ao coração, - menti!
Porém, agora, é tudo descoberto...

Se perguntar-me o desespero seu:

- Que é desse amor, que eu já contava certo?...

- Que é desse amor? Existe ou já morreu?
- Morreu! Direi ao coração, - morreu!

## Obras
- Corolas Rubras (poesia - 1911)
- Sara (comédia para teatro, 1916)
- Dezenove de Dezembro (peça teatral - 1922)
- Cena Infantil (comédia para teatro, 1925)
- Curitiba e o Sol (poesia - 1928)
- Oração do Natal (poesia - 1931)
- A Musa e o Poeta (peça teatral - 1946)
- Poemas de Natal (coletânea poética - 1973)
- Cantos da Integração Nacional (poesia - 1974)
- Alma e Coração do Paraná (poesia - 1983)